# 아르프 불변량

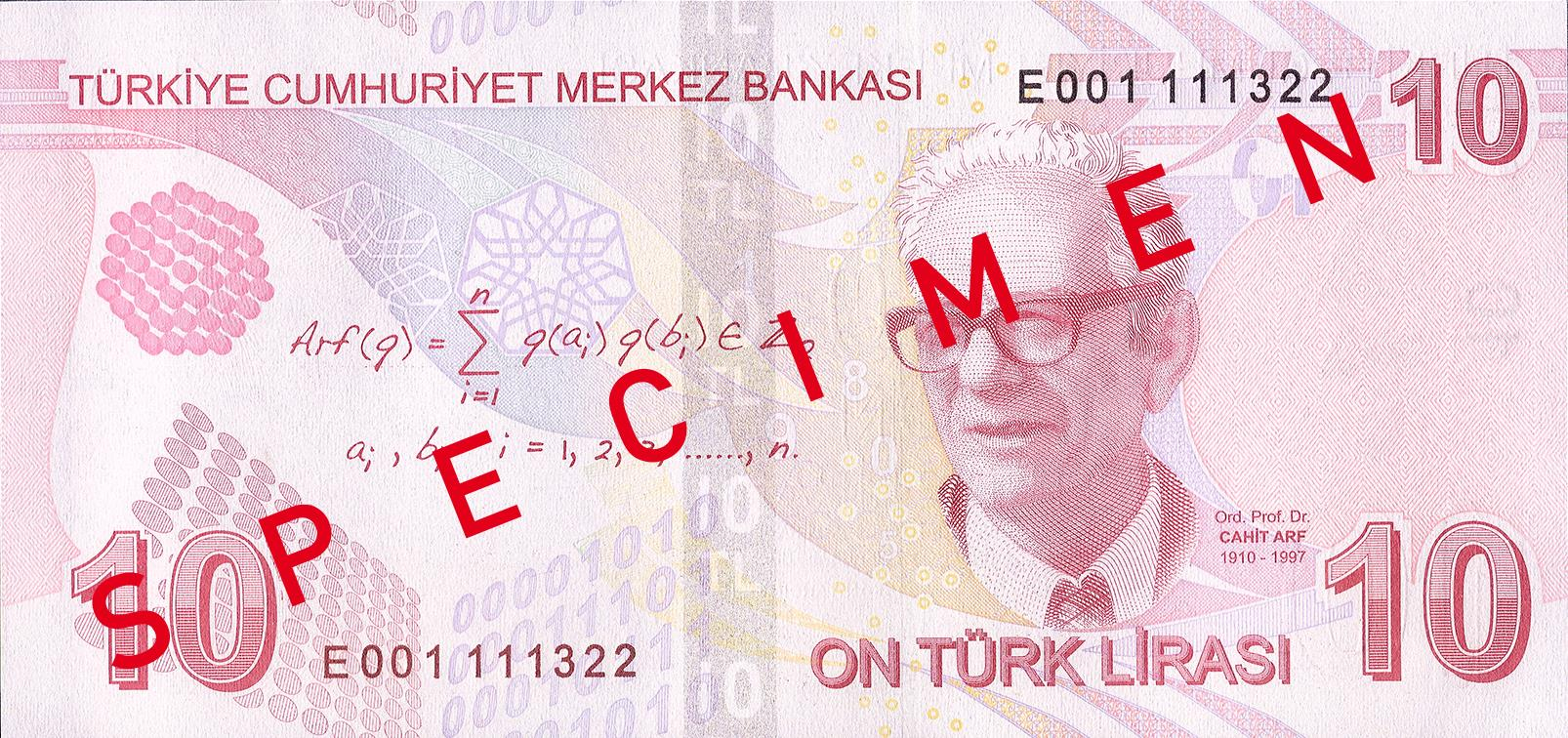
2009년에 발행된, 10 튀르키예 리라 지폐에는 자히트 아르프의 초상화와 아르프 불변량의 정의가 등장한다.

이차 형식 이론에서, 아르프 불변량(Arf不變量, 영어: Arf invariant)는 표수 2의 체 위의 이차 형식을 분류하는 불변량이다.

## 정의

### F2{\displaystyle \mathbb {F} _{2}}의 경우의 정의
다음이 주어졌다고 하자.
- 유한 차원 {\displaystyle \mathbb {F} _{2}}-벡터 공간 {\displaystyle V}
- {\displaystyle V} 위의 비퇴화 이차 형식 {\displaystyle Q\colon V\to K}

그렇다면, 항상
{\displaystyle |\{v\in V\colon Q(v)=0\}|\neq |\{v\in V\colon Q(v)=1\}|}
임을 보일 수 있다.
{\displaystyle Q}의 아르프 불변량은 다음과 같다.
{\displaystyle \operatorname {Arf} (Q)={\begin{cases}0&|\{v\in V\colon Q(v)=0\}|>|\{v\in V\colon Q(v)=1\}|\\1&|\{v\in V\colon Q(v)=0\}|<|\{v\in V\colon Q(v)=1\}|\\\end{cases}}\in \mathbb {F} _{2}}

### 일반적 정의
다음이 주어졌다고 하자.
- 표수 2의 체 {\displaystyle K}
- 유한 차원 {\displaystyle K}-벡터 공간 {\displaystyle V}
- {\displaystyle V} 위의 이차 형식 {\displaystyle Q\colon V\to K}

그렇다면, {\displaystyle Q}를 다음과 같은 꼴로 나타내는 {\displaystyle V}의 기저 {\displaystyle (x_{1},x_{2},\dotsc ,x_{n})}가 존재함을 보일 수 있다.
{\displaystyle Q=\sum _{i=1}^{\lfloor n/2\rfloor }a_{i}x_{2i}^{+}x_{2i}x_{2i+1}+b_{i}x_{2i+1}^{2}}
{\displaystyle a_{1},\dots ,a_{\lfloor n/2\rfloor },b_{1},\dots ,b_{\lfloor n/2\rfloor }\in K}
특히, 만약 {\displaystyle V}가 비특이 이차 형식이라면 {\displaystyle n}은 항상 짝수이다.
그렇다면, 다음과 같은 값을 생각하자.
{\displaystyle \sum _{i=0}^{\lfloor n/2\rfloor }a_{i}b_{i}}
이 값은 선택한 기저 {\displaystyle (x_{1},\dotsc ,x_{n})}에 의존하지만, 다른 기저 {\displaystyle (x'_{1},\dotsc ,x'_{n})}를 선택하였을 경우
{\displaystyle \sum _{i=0}^{\lfloor n/2\rfloor }(a_{i}b_{i}-a'_{i}b'_{i})\in \{a^{2}+a\colon a\in K\}}
가 된다. 또한, 이 집합은  {\displaystyle K}의 덧셈 부분군을 이룬다.
이에 따라, 덧셈 아벨 군 {\displaystyle (K,+)/\{a^{2}+a\colon a\in K\}} 속에서 취한 이 합은 {\displaystyle Q}의 불변량이다. 이를 {\displaystyle Q}의 아르프 불변량이라고 한다.
특히, 만약 {\displaystyle K=\mathbb {F} _{2}}일 경우 {\displaystyle \{a^{2}+a\colon a\in \mathbb {F} _{2}\}=\{0\}}이므로, 아르프 불변량은 {\displaystyle \mathbb {F} _{2}}의 원소가 된다.

## 성질
{\displaystyle K}가 표수 2의 완전체라고 하자. 그렇다면, {\displaystyle K} 위의 유한 차원 비특이 이차 형식의 동형류들은 항상 그 차원과 아르프 불변량에 대하여 완전히 결정된다. (그러나 이는 완전체가 아닌 경우 일반적으로 성립하지 않는다.)

## 역사
자히트 아르프가 1941년에 도입하였다.

## 응용
아르프 불변량은 매듭 이론 및 {\displaystyle 4k+2}의 꼴의 차원의 매끄러운 다양체의 분류에 등장한다.

## 참고 문헌
1. ↑  Arf, Cahit (1941). “Untersuchungen über quadratische Formen in Körpern der Charakteristik 2 (Teil Ⅰ)”. 《Journal für die reine und angewandte Mathematik》 (독일어) 183: 148–167. doi:10.1515/crll.1941.183.148. ISSN 0075-4102. Zbl 0025.01403.
2. ↑  Lorenz, Falko; Roquette, Peter (2010년 4월). “On the Arf invariant in historical perspective”. 《Mathematische Semesterberichte》 (영어) 57 (1): 73–102. doi:10.1007/s00591-011-0085-y. ISSN 0720-728X. Zbl 1201.01015.
3. ↑  Lorenz, Falko; Roquette, Peter (2011년 10월). “On the Arf invariant in historical perspective, part 2”. 《Mathematische Semesterberichte》 (영어) 58 (2): 125–136. doi:10.1007/s00591-011-0085-y. ISSN 0720-728X. Zbl 1244.11032.